# 퀼 테긴

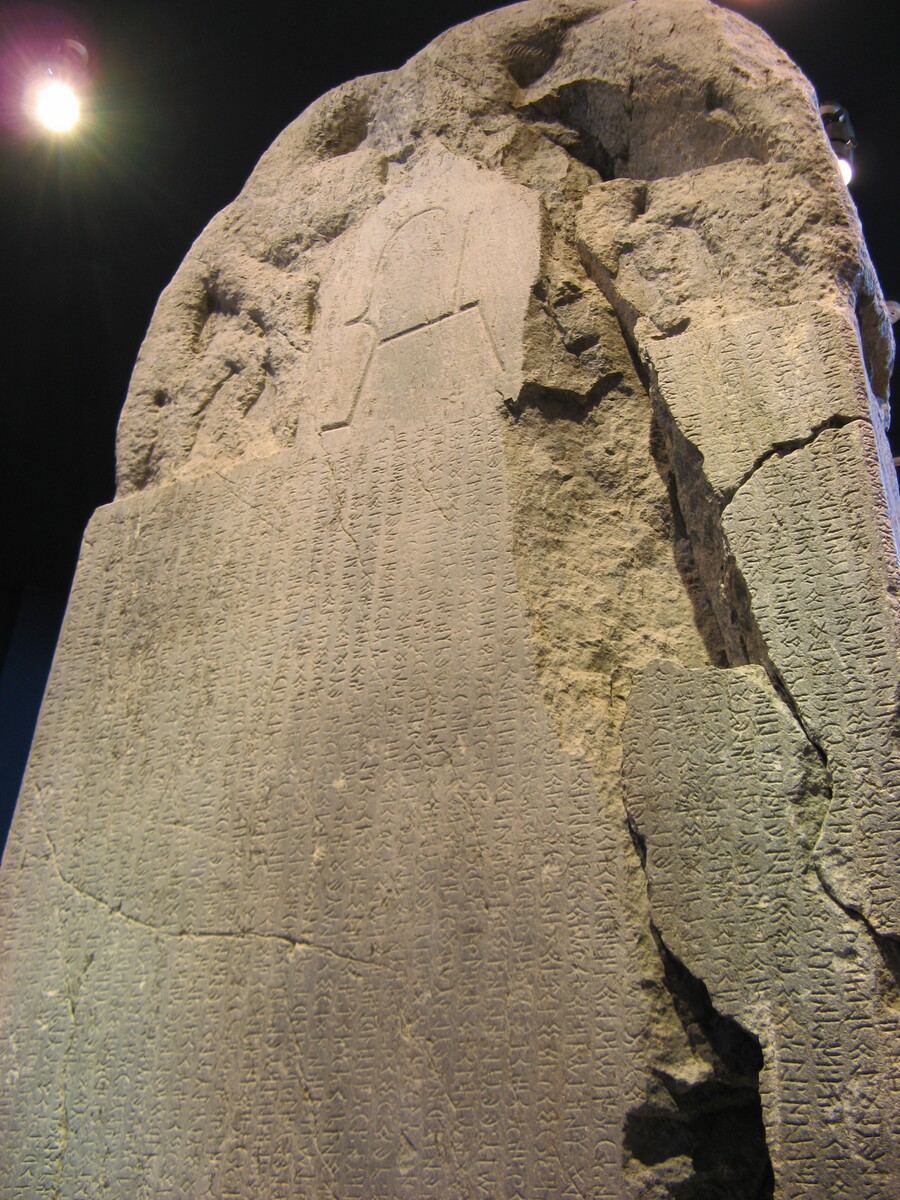

퀼 테긴(고대 튀르크어: 𐰚𐰇𐰠𐱅𐰃𐰏𐰤 Kül Tigin; 한국 한자: 闕特勤 궐특근, 685년 ~ 731년)은 돌궐 제2제국의 장군이다. 일테리쉬 카간의 아들이며 빌게 카간의 동생이다.
카파간 카간 치세 당시 견곤(키르기스), 튀르게시, 카를루크를 정복하고 돌궐의 영토를 오늘날 데르벤트까지 넓혔다.
카파간 카간이 죽자 카파간 카간의 아들 이넬이 즉위했는데, 이에 퀼 테긴은 불복하여 이넬을 공격해 죽이고 자기 형 모질리안을 즉위시키니 곧 빌게 카간이다.
퀼 테긴은 731년 병이 들어 죽었다. 그의 묘비는 돌궐어와 중국어로 새겨져 있다.

## 등장 작품
- 《대조영》(KBS, 2006년~2007년, 배우: 함석훈)